# John Limniatis
John Limniatis, né le 24 juin 1967 à Athènes, Grèce, est un ancien joueur international de soccer ayant évolué au poste de milieu de terrain.

## Biographie

### Carrière de joueur
Après avoir commencé sa carrière en 1987 chez les Pionniers d'Ottawa de la Ligue canadienne de soccer, Limniatis joue professionnellement en Grèce avec l'équipe de première division de l'Aris Salonique, et ce, de 1988 à 1992, puis au Panetolikos Agrinio dans la deuxième division de 1992 à 1993. En 1993, il rejoint  l'Impact de Montréal où il évolue jusqu'en 1998, avant d'y retourner de 2000 à 2001. Liminatis a joué dehors dans la ligue A et à l'intérieur dans la ligue professionnelle nationale du soccer avec l'Impact et l'Attack de Kansas City en 1995-96. Il a plus tard été prêté par Montréal au Battery de Charleston en 1999. Limniatis est élu en 1994 « recrue de l'année » de la ligue A, et « défenseur de l'année » en 1996 et en 1997. Il passe ses dernières années avec l'Impact en tant qu'entraîneur adjoint, entraîneur de l'équipe en salle, et, plus tard, directeur des opérations.
En 2009, John Limniatis est intronisé, à titre de joueur, au Temple de la Renommée de la Fédération de Soccer du Québec et également au Temple de la Renommée de soccer de l'Association canadienne à titre de joueur
En 2012, John Limniatis est intronisé au Panthéon des sports du Québec.

### Carrière d'entraîneur
Limniatis est nommé entraîneur de l'Impact de Montréal le 10 juin 2008 en remplacement de Nick De Santis alors devenu directeur technique de l'équipe. Lors de la saison 2008, il conduit l'équipe à la victoire du championnat canadien et, par la suite, mène l'équipe jusqu'aux quarts de finale de la Ligue des champions. Dans le cadre de la saison 2008 de la USL, il  conduit l'Impact en demi-finale des séries de la USL. Lors de la saison 2009, après un début de saison difficile de l'équipe dans la USL, il est congédié le 14 mai 2009. 

### Équipe nationale du Canada
Limniatis porte le maillot de l'équipe nationale canadienne de 1987 à 1997, et ce, soit en tant que défenseur ou comme milieu de terrain. Il participe à trois campagnes de qualification pour la coupe du monde. Aucune ne permet au Canada de se qualifier cependant.